# Creu de terme de Boldú
La Creu de terme és una obra de Boldú, al municipi de la Fuliola (Urgell), inclosa a l'Inventari del Patrimoni Arquitectònic de Catalunya.

## Descripció
Està situada a la plaça d'Engràcia Macià, a l'extrem de la població. És una de les més boniques i de més qualitat artística de la comarca de l'Urgell. Està formada per dos graons i un plint rectangular damunt del qual s'aixeca un fust de vuit costats.

D'aquesta creu cal ressaltar la corona, decorada amb vuit figures bíbliques, les quals es poden classificar en dos tipologies diferents: quatre d'inserides dins unes capelletes formades per un arc apuntat i sostingut per quatre columnes, amb barba i vestides amb túnica de gust classicista i aportant un element identificatiu; i quatre més, intercalades, de característiques formals molt diferents.

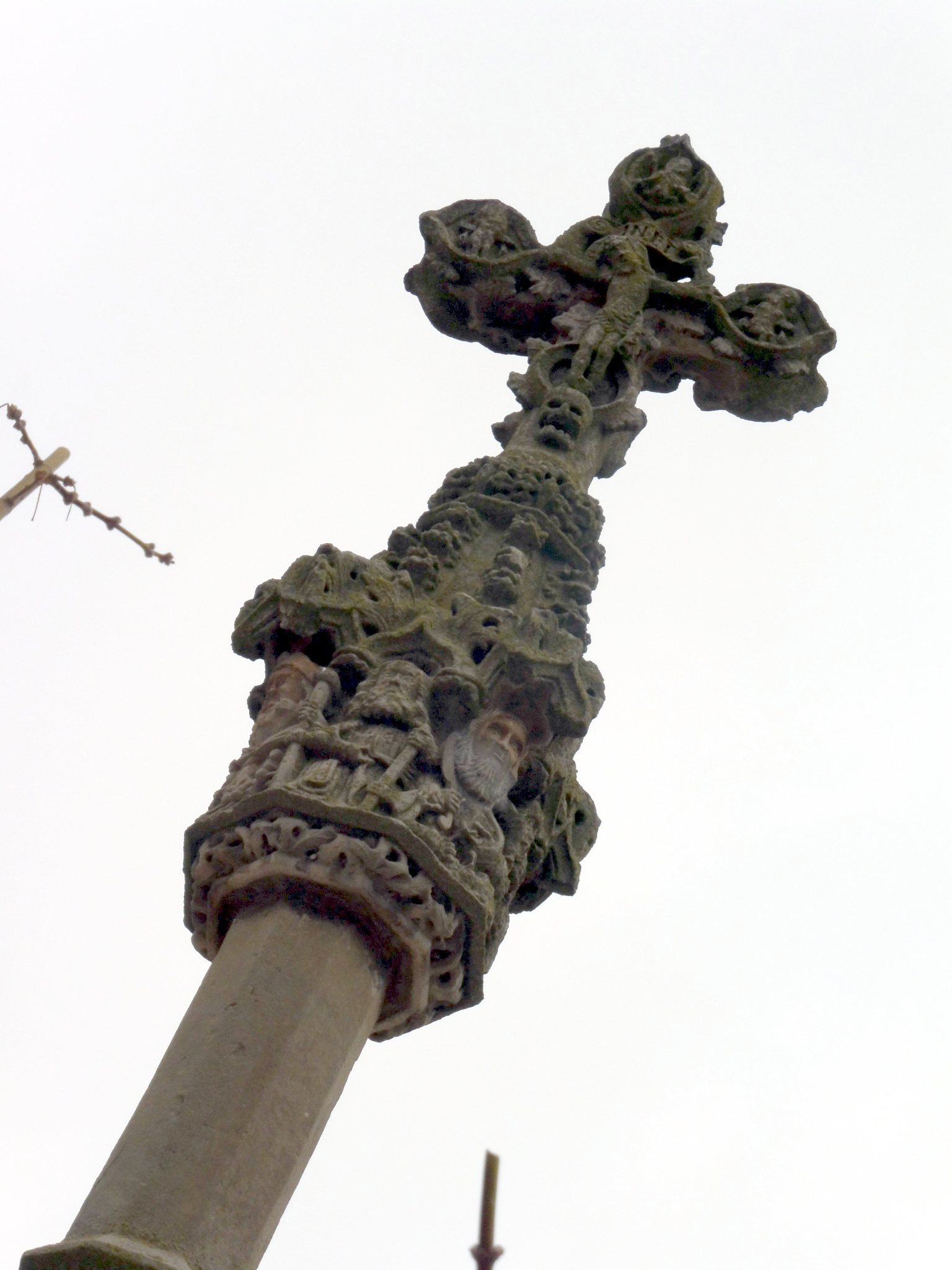
Anvers de la creu

 D'un estil força acurat, amb els rostres més treballats, perfectes i ressaltant més els detalls facials. Es conserva part de la policromia, color rosat al rostre i blanc a la barba. Aquestes figures estan col·locades sota un ràfec en forma de fulla. Sobre el nus s'adjunta un cos en forma de pinacle, de característiques semblants a la creu de Claravalls i del Pati de Tàrrega, que uneix el nus i la creu pròpiament dita. És una estructura estilitzada, decorada amb unes franges verticals exemptes de fulles de col. La creu és d'una elegància magnífica pel que fa a les seves formes. Els braços, rectes, estan folrats per un llit de fulles de cep que s'enganxen amb els quatre motius lobulats que hi ha a banda i banda dels extrems de la creu. Al centre, per l'anvers, es pot observar el Crucifix, d'anatomia bastant ben trobada, i pel revers la Verge amb el Nen.
Com a símbol d'una Creu-Calvari es pot observar la calavera situada als peus del Crucifix, únic element clarificador que vull es conserva. Les figures apareixen en els medallons pateixen un greu desgast, però podríem considerar que són santes agenollades i en actitud dolorosa.

## Història
La creu va patir pèrdues durant la Guerra Civil, per aquest motiu, la base i la creu van ser refetes l'any 1940, per tant no són originals. Posteriorment, la corona i la creu van patir diverses restauracions. Al pòdium de la base hi ha una inscripció: " CRUZ VILMENTE DERRIBADA Y RECONSTRUIDA / EL AÑO 1940"